# Чёрная белогрудая (порода уток)

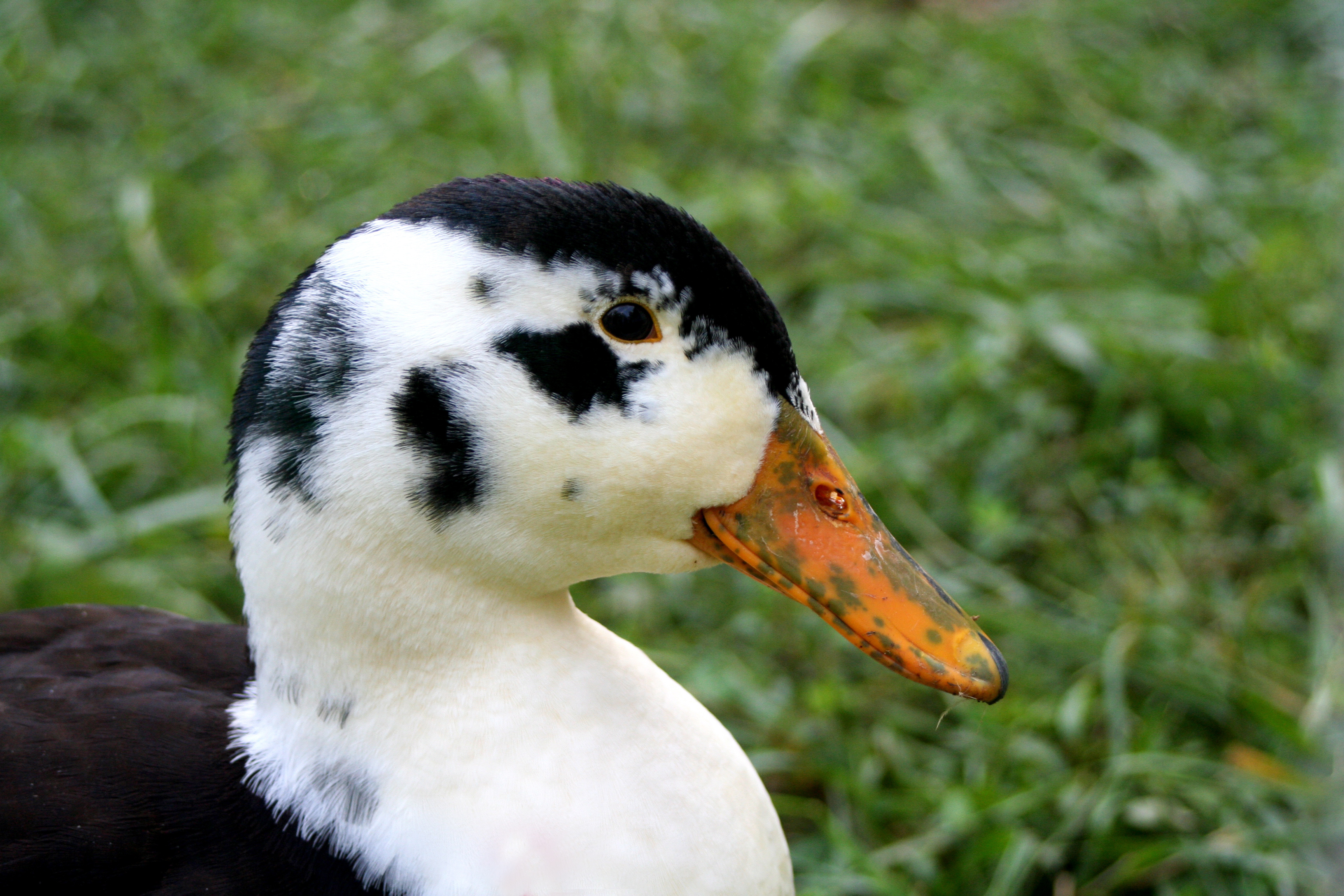
Черная белогрудая утка сидит на траве

Чёрная белогрудая — одна из мясных пород уток.

## История
Чёрная белогрудая утка выведены в результате скрещивания методом сложного воспроизводительного скрещивания уток пород хаки-кемпбелл, пекинская, белогрудая и других. Окрас: спинка чёрная, на груди белое пятно.

## Описание
Утки этой породы имеют слегка приподнятое, широкое и глубокое туловище. Широкую, и хорошо развитую грудь. Голова удлинённая счётными глазами и чёрным, немного выгнутым клювом. Ноги расположены ближе к задней части туловища, невысокие черного цвета. Крылья небольшие, плотно прилегающие к туловищу. Большая часть тела покрыта черным пером, только часть груди и живота белая. У селезней верхняя часть тела имеет сине-фиолетовый отлив. На крыльях имеется зеркало с фиолетовым отливом. 

## Вес уток и селезней
Масса селезня — 3,5—4 кг, масса утки — 3—3,5 кг.

## Яйценоскость
110 - 140 яиц в год. Масса среднего яйца составляет - 80-90 грамм. Окраска скор-лупы белая. 